# Alexandrino António de Melo
Alexandrino António de Melo, 1.º barão e visconde do Cercal (1837 - 1885). Título criado por decreto de 13 de Março de 1867, do rei Luís I de Portugal.